# Hieracium leucurolepium
Hieracium leucurolepium es una especie de planta con flor del género Hieracium, de la familia Asteraceae, orden Asterales.

## Distribución
Hieracium leucurolepium se distribuye por Suecia.

## Taxonomía
Fue descrita científicamente por (Dahlst. y Enander ex Zahn) Dahlst. y Enander ex Johanss.
Tratamiento taxonómico
La especie aparece registrada en una sección de la publicación Ark. Bot.